# Love Is on the Line
Love Is on the Line – singel Edyty Górniak, wydany w 1996 roku. Na płycie, oprócz oryginalnej wersji,  zamieszczone są także remiksy utworu. Utwór nie znalazł się na żadnym albumie artystki.
Singel uzyskał status platynowej płyty w 1999 r..

## Lista utworów
1. Love Is on the Line (radio edit) (4:10)
2. Love Is on the Line (extended version) (6:16)
3. Love Is on the Line (no way Jose mix) (5:28)
4. Love Is on the Line (a' capella) (2:02)

## Love Is on the Line
- muzyka i słowa: Kylie Minogue, Rapino Brothers
- produkcja i miks: Rapino Brothers
- mastering: Grzegorz Piwkowski
- fotograf: Adam Krzykwa
- projekt graficzny: Paweł Wroniszewski
- miejsce i rok nagrania: Londyn, 1995